# 797
Раннє Середньовіччя. Почалася Епоха вікінгів. У Східній Римській імперії завершилося правління Костянтина VI, почалося правління Ірини Афінської. Карл Великий править Франкським королівством. Північ Італії належить Франкському королівству, Рим і Равенна під управлінням Папи Римського, герцогства на південь від Римської області незалежні, деякі області на півночі та на півдні належать Візантії. Піренейський півострів, окрім Королівства Астурія, займає Кордовський емірат. В Англії триває період гептархії. Центр Аварського каганату лежить у Паннонії. Існують слов'янські держави: Карантанія, як васал Франкського королівства, та Перше Болгарське царство.
Аббасидський халіфат очолює Гарун ар-Рашид. У Китаї править династія Тан. В Індії почалося піднесення імперії Пала. У Японії триває період Хей'ан. Хозарський каганат підпорядкував собі кочові народи на великій степовій території між Азовським морем та Аралом. Територію на північ від Китаю займає Уйгурський каганат.
На території лісостепової України в VIII столітті виділяють пеньківську й корчацьку археологічні культури. У VIII столітті тривало швидке розселення слов'ян. У Північному Причорномор'ї співіснують різні кочові племена, зокрема булгари, хозари, алани, авари, тюрки, угри, кримські готи.

## Події
- Ірина Афінська змістила з трону й осліпила свого сина василевса Візантійської імперії Костянтина VI, звинувативши його в двоєженстві, а наступного дня проголосила себе імператрицею.
- Король франків та лангобардів Карл Великий проголосив новий Саксонський капітулярій, що змінив політику репресій щодо сакської знаті на політику співпраці.
- У Толедо відбулося повстання проти Кордовського емірату, підтримане з Аквітанії франками на чолі з сином Карла Великого Людовиком Аквітанським. Франки захопили Жирону, але змушені були відійти.